# Бартош, Якуб
Якуб Бартош (пол. Jakub Bartosz; 13 августа 1996 года, Мысленице, Польша) — польский футболист, играющий на позиции защитника. Ныне выступает за польский клуб «Висла (Краков)».

## Клубная карьера
Бартош является воспитанником краковской «Вислы». Закончил её академию в 2014 году, практически сразу, 12 апреля 2014 года дебютировал в польском чемпионате в поединке против «Подбескидзе», выйдя вынужденно на замену на 24-й минуте вместо Петра Брожека.
Пропустив сезон 2014/2015, выступая за молодёжную команду, вернулся на поле в сезоне 2015/2016. Провёл шесть матчей, в четырёх из них выходил в стартовом составе. Получил две жёлтые карточки. Сезон 2016/2017 начал игроком основы, провёл две встречи, однако потом вновь стал запасным.

## Карьера в сборной
Выходил на поле в товарищеских матчах сборных Польши, однако не больше, чем для проверки собственной формы.